# Aprionacris
Aprionacris är ett släkte av insekter. Aprionacris ingår i familjen Romaleidae.
Kladogram enligt Catalogue of Life:
| Aprionacris | \| \| Aprionacris coerulescens \| \| \| \| \| \| Aprionacris fissicauda \| \| \| \| |
|             | \| \| Aprionacris coerulescens \| \| \| \| \| \| Aprionacris fissicauda \| \| \| \| |
|             | Aprionacris coerulescens                                                            |
|             |                                                                                     |
|             | Aprionacris fissicauda                                                              |
|             |                                                                                     |